# Agnès de Navarra
Agnès de Navarra (1334 - 1396) fou infanta de Navarra i comtessa consort de Foix (1349-1391).

## Orígens familiars
Filla dels reis Felip III Evreux i Joana II de Navarra. Per línia paterna era neta del príncep Lluís d'Evreux i Margarida d'Artois, ambdós descendents de la Dinastia Capet francesa, i per línia materna de Lluís I de Navarra i X de França i Margarida de Borgonya. Fou germana petita del rei Carles II de Navarra.

## Núpcies i descendents
El 5 de juliol de 1349 es casà a París amb el comte Gastó III de Foix. D'aquesta unió nasqué:
- l'infant Gastó de Foix-Béarn (?-1382[1]

Agnès morí el 4 de febrer de 1396.